# Berrick Barnes
Berrick Barnes (* 28. Mai 1986 in Brisbane) ist ein australischer Rugby-Union-Spieler, der für die australische Nationalmannschaft und die Queensland Reds aktiv ist. Er spielt meist auf den Positionen Verbinder oder Innendreiviertel.

## Karriere
Barnes begann seine Karriere 2005 als Rugby-League-Spieler bei den Brisbane Broncos. Nach einem Jahr wechselte er zu den Reds. Er entwickelte sich zu einem der besten Spieler der Mannschaft, die sich jedoch nur im unteren Teil der Tabelle platzieren konnte. Bei der Weltmeisterschaft 2007 lief er im Spiel gegen Japan erstmals für die australische Nationalmannschaft auf.
Nach dem Karriereende von Stephen Larkham, der jahrelang der gesetzte Verbinder Australiens war, wurde Barnes zum Stammspieler der „Wallabies“ und ist seitdem zusammen mit Matt Giteau eine der tragenden Stützen des Teams. In der kommenden Saison des multinationalen Turniers Super 14 wird er die Reds verlassen und für die Waratahs aus New South Wales spielen.
2020 gab er seinen Rücktritt aus dem Profisport aufgrund anhaltender Verletzungsprobleme bekannt. Seitdem hat er verschiedene Coaching-Rollen angenommen. Aktuell arbeitet er als Coach im internationalen Rugby-Umfeld. Im Oktober 2024 coachte er das japanische Frauen-Rugby-Team beim WXV2-Turnier in Kapstadt, wo es unter anderem gegen Südafrika, Schottland und Wales antrat.